# 桃默
桃默，香港青少年文學作家。荃灣官立中學畢業生，香港大學教育學士，教育工作者、出版編輯，擁有多年教育工作經驗，常到一些學校主持講座。中學時期，開始於網絡發表文章，包括 小說、散文、詩詞等等，更曾於台灣出版「玄幻小說」。擅長透過小說帶出反思空間。
二零零五年開始，桃默於香港發表青少年及兒童文學。
二零一零年，桃默憑《神探帶金》獲得書蟲榜十本好書獎項，同年《我要做影后》榮獲國內冰心兒童文學獎。

## 玄幻小說
超神戰紀（台灣出版）
魔鬼日記（台灣出版）

## 青少年文學

### 超凡同學系列
實驗室幽靈事件
不可思議昏睡事件
神秘綁架事件
超凡同學放暑假
天水圍城事件
超凡同學破奇案
模特兒FANS瘋狂事件
超凡同學漫遊魔幻王國
超凡同學決戰奇幻馬戲團
怪獸出沒事件
超凡同学Vs超時空守护人

### 超時空守護人系列
超時空守護人 VER1.0
超時空守護人 VER2.0
超時空守護人 VER3.0
超時空守護人 VER4.0
超時空守護人 VER5.0
超時空守護人 VER6.0
超時空守護人 VER7.0
超凡同學VS超時空守護人

### 其他
星巴克男孩
追夢旅行
明星志願
我要做影后
法中女子足球部
法中女子足球部2之出線任務
法中女子足球部3之全國大賽篇
人生是否有Take 2（香港少數以「主角死後借屍還魂」為題材的青少年小說，透過主角謝志舜參加籃球賽的經歷，講述實現夢想以外，人生還有許多值得重視的東西，其他同類作品還有梁天樂《青春火花》，運動主題則為女子排球）
無是生非偵探

## 兒童文學
神探帶金
神探帶金2之實驗室疑案

## 網絡小說
足球員的故事
超級英雄大戰（同人小說）
金庸群俠傳

## 獎項
神探帶金（書蟲榜十本好書2010）
我要做影后（冰心兒童文學獎2010）

## 博客/部落格
桃默山房 （页面存档备份，存于）
桃默工房(台灣)
桃默工作室

## 資料來源
冒險者天堂(小說網站)
桃默山房(桃默博客)
桃默吧 百度貼吧(內地搜尋器)
香港閱讀城(香港教育城網站)
新雅事業文化有限公司(香港出版社網站)
星島教育中文網樂 - 凝聚想像力 寫出不平凡